# تيودور كوتشي
كارل يورغ تيودور كوتشي (1813-1866) (بالألمانية: Theodor Kotschy) عالم نبات ومستكشف نمساوي، ولد في 25 نيسان 1813 في أوسترون في النمسا. وتوفي في 11 حزيران 1866 في فيينا. بدأ عمله عام 1936 من خلال رحلة استكشاف نباتية مع عالم النبات النمساوي يوزف روسيغر (بالألمانية: Joseph Russegger) في سوريا وقيليقية. قام بعدة رحلات استكشافية في المشرق العربي (بلاد الشام والعراق) وفي وادي النيل (مصر والسودان) وفي قبرص وتركيا وبلاد فارس جمع خلالها أكثر من 300 ألف عينة نباتية.

## طالع أيضًا
- يوسف روسيغر